# Julián Zarco-Bacas
Eusebio Julián Zarco-Bacas y Cuevas (Cuenca, 27 de julio de 1887 - Paracuellos de Jarama, 30 de noviembre de 1936) fue un religioso agustino e historiador español, bibliotecario del El Escorial y académico de la Historia. Fue asesinado por milicianos republicanos durante la guerra civil española y beatificado por la Iglesia católica en 2007.
Usualmente conocido como Julián Zarco Cuevas.

## Biografía
Hijo de Gervasio Zarco García, natural de Mota del Cuervo, y de Convertida Cuevas Porras, de Belmonte, y huérfano de madre desde joven, su infancia transcurrió siguiendo los destinos de su padre, que era guardia civil.  Hizo sus primeros estudios en el colegio de franciscanos de Belmonte (Cuenca), y los prosiguió en Almagro (Ciudad Real) y Fuente del Maestre (Badajoz), y a los diecisiete años de edad entró como novicio en el monasterio de El Escorial, donde tomó los votos el año siguiente.  En 1911 fue ordenado sacerdote.
En los años siguientes ejerció como ayudante de la Biblioteca Real, profesor de derecho canónico, liturgia e historia universal en el seminario mayor, y auxiliar de la biblioteca de El Escorial dirigida por Guillermo Antolín y Manuel Fraile Miguélez.  
En 1923 fue nombrado académico correspondiente de la Real Academia de la Historia, de la que en 1928 recibió el premio al talento por la publicación de las Relaciones de pueblos del obispado de Cuenca; fue en esta obra cuando añadió a su apellido el de Bacas, que no consta en su familia ni en su partida de nacimiento.  
El año siguiente fue numerario de la Academia, propuesto por Julio Puyol, Rafael de Ureña y Miguel Asín Palacios.  En 1930 sustituyó a Antolín como director de la biblioteca.  Fue también miembro correspondiente de la Sociedad Hispánica de América desde 1935.
En agosto de 1936, al comienzo de la guerra civil española, fue detenido junto con los demás religiosos de El Escorial, trasladado a la cárcel de San Antón y condenado a muerte por infundadas "actividades políticas". Murió fusilado en las matanzas de Paracuellos junto con otros 50 presos el 30 de noviembre y es considerado mártir y beato por la Iglesia católica, habiendo sido beatificado junto a otros 497 mártires por el papa Benedicto XVI el 28 de octubre de 2007.

## Obra
Además de sus colaboraciones en El Independiente, La Ciudad de Dios, Boletín de la Real Academia de la Historia, Revista Española de Arte y Archivo Agustiniano, dejó una abundante producción erudita, entre la que cabe destacar:  
- Antonio Pérez, Madrid, Imp. Helénica, 1919, 250 págs.
- El Monasterio de San Lorenzo el Real de El Escorial y la Casita del Príncipe, Madrid, Imp. Helénica, 1922, 210 págs. (Reediciones en 1924, 1926, 1932 y 1935; séptima ed., El Escorial, Tip. de los PP. Agustinos, 1949, 194 págs.)
- Catálogo de los Manuscritos Castellanos de la Real Biblioteca de El Escorial, vol. I, Madrid, Imp. Helénica, 1924, CXL+370 págs.; vol. II, 1926, 502 págs.; y vol. III, 1929, XI+564 págs.
- Relaciones de pueblos del obispado de Cuenca hechas por orden de Felipe II, 2 vols. Cuenca, Imp. del Seminario, 1927, CXLI+390 y 412 págs.
- «Breves apuntes biográficos de Fr. Luis de León», Religión y Cultura, 2, 1928, págs. 337-341.
- Los jerónimos de San Lorenzo el Real de El Escorial; discurso leído ante la Real academia de la historia en la recepción pública. El Escorial, 1930, 222 págs.
- Pintores españoles en San Lorenzo el Real de El Escorial (1566-1613), Madrid, Instituto de Valencia de Don Juan, 1931, XXX+270 págs.
- Pintores italianos en San Lorenzo de El Escorial (1575-1613). Madrid, Instituto de Valencia de Don Juan, 1932, XXX+325 págs.
- «Testamento de Pompeyo Leoni, escultor de Carlos V y de Felipe II, otorgado en Madrid a 8 de octubre de 1608», en Revista Española de arte, I, núm. 2, 1932, págs. 63-73.
- Estudios sobre Lorenzo Hervás y Panduro (1735-1809). Vida y Escritos, Madrid, Librería Enrique Prieto, 1936.

| Predecesor: Manuel Antón y Ferrándiz | Real Academia de la Historia Medalla 13 1929 - 1936 | Sucesor: Pedro Sainz Rodríguez |